# La grande ombra (film 1942)
La grande ombra (Der große Schatten) è un film del 1942, diretto da Paul Verhoeven. Presentato alla decima Mostra di Venezia del 1942, vinse il Premio della Biennale.

## Produzione
Il film fu prodotto dalla Tobis Filmkunst. Venne girato dal 15 maggio al luglio 1942 nello Schiller Theater a Berlino.

## Distribuzione
Distribuito dalla Deutsche Filmvertriebs (DFV), uscì nelle sale cinematografiche tedesche il 25 settembre 1942. A Berlino, fu presentato in prima al Gloria-Palast il 23 ottobre 1942.

## Riconoscimenti
- Mostra di Venezia 1942
  - Premio della Biennale